# أوسكار أوكونو
أوسكار أوكونو (من مواليد 1993 ) هو فنان قلم حبر نيجيري مقيم في لاغوس، نيجيريا. وهو معروف بصوره الواقعية.

## النشأة والتعليم
ولد أوسكار أوكونو في عام 1993. وبدأ الرسم كهواية عندما كان في التاسعة من عمره. ودرس الهندسة المعمارية في كلية الفنون التطبيقية الفيدرالية في نيكيدي، نيجيريا.